# Simon Bingelhelm

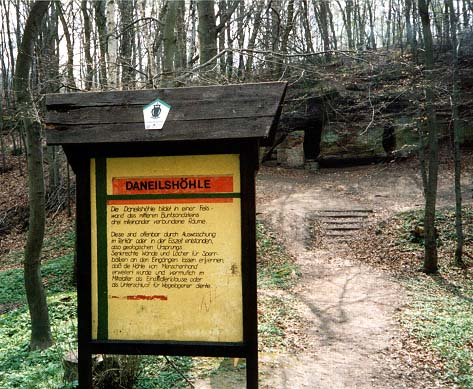
Hinweistafel an der Daneilshöhle

Simon Bingelhelm, genannt Tausendteufel von Halberstadt (* um 1565 in Halberstadt; † 2. Juni 1600 in Gröningen), war ein des mehrfachen Mordes und anderer Taten beschuldigter und schließlich hingerichteter Mann.

## Geschehen
Im Frühjahr 1600 wurde ein Mann im Gebiet des Bistums Halberstadt gefangen genommen, von dem angenommen wurde, dass er ein Serientäter sei. Im Laufe der mehrfachen Verhöre gab der Mann an, dass sein bürgerlicher Name Simon Bingelhelm laute und er in Halberstadt geboren worden sei. In den Verhören, die auch unter Folter stattfanden, gestand er über 70 Straftaten, darunter die Beteiligung an 26 Morden und an der Brandstiftung des Klosters Drübeck im Jahre 1599.
Im Protokoll des Verhörs wurde u. a. notiert:

„Bekennet, das er, Schwarze Hans, Pothans, Rickel und der Dicke Marten zu Hessen [an der Landstraße von Halberstadt nach Wolfenbüttel] einem Manne ein Kind von 3 oder 4 Jahren vorm Tore genommen. Dasselbe einem Juden zu Berßel verkaufen wollen, welcher aber das Kind, weil es ein Medlein gewesen, nicht behalten. Hetten sie es genommen und am Huy auf der Langen Wiesen in die Erde bis an die Achsel vergraben und mit Barten darnach geworfen, Pothans hette dem Kinde den Kopf abgeworfen. Den Kopf bei Huy-Neinstedt in eine Höhle wieder gesteckt und das andere in die Erde vergraben. Das Kind hätte allewege, wenn sie darnach geworfen, gelachet.
Bekennet, er, [der] Schwartze Hanß, Pothans und Rickel hetten vier Kinder von 3 und 4 Jahren alt, gestolen, […] Hetten die Kinder an die acht Tage im Danneils Höhle im Huy gehabt, und ihm gebeten, dieselbe den Juden verhandeln zu helfen, welche Kinder aber die Juden nicht haben wollen. Derwegen sie dieselben tod geschlagen, drei im Jürgenholtz über Schwanebeck und eins bei der Warthe über Sarckstedt begraben.“